# Flugunfall am Philippi-Gletscher
Beim Flugunfall am Philippi-Gletscher verunglückte am 17. Februar 1986 im Rahmen einer sowjetischen Antarktisexpedition eine Iljuschin Il-14 während eines Fluges von der Molodjoschnaja-Station im Enderbyland zur Mirny-Station im Königin-Marie-Land. Dabei kamen alle sechs Insassen ums Leben.

## Flugzeug und Besatzung
Das Flugzeug war eine Iljuschin Il-14M (Luftfahrzeugkennzeichen: CCCP-41816, Fabriknummer: 147001603), die ab dem 30. August 1957 bis zum Unfall 32.094 Flugstunden auf 18.078 Flugzyklen absolviert hatte. Für die Expedition waren am Rumpf Skikufen und in der Kabine zusätzliche Tanks verbaut.
Die Besatzung bestand aus Flugkapitän Viktor Anatoljewitsch Petrow, dem Ersten Offizier Alexander Michailwitsch Kladow, dem Flugingenieur Wladimir Fedorowitsch Romanow, dem Navigator Alexander Sergejewitsch Putschkow und dem Funker Anatoli Ignatjewitsch Ponomarjew. Darüber hinaus flog Wladimir Iwanowitsch Jeremin, ein Flugzeugtechniker, als Passagier mit.

## Verlauf
Die Il-14 hob am 16. Februar um 20:30 Uhr Moskauer Zeit ab, mit einer geplanten Flugzeit von 7 h 45 min. Die Fluglotsen mussten sich aufgrund ihrer schlechten Ausstattung auf die Meldungen der Piloten verlassen. Auf der zweiten Hälfte ihres 2020 km langen Fluges gerieten sie in schwere Vereisungsbedingungen, die in der Wettervorhersage nicht enthalten waren, weswegen sie auf 1500 m sinken mussten. Dort wiederum wehte ihnen ein 140 km/h starker Wind entgegen, was sie verlangsamte und die Flugzeit erhöhte.
Am 17. Februar gaben die Piloten um 6:50 Uhr die Information durch, dass ihr Treibstoff nur noch für 30 Minuten reiche, sowie um 7:05 Uhr die Koordinaten und die Entscheidung zur Notlandung im Gelände. Aufgrund der Whiteout-Bedingungen konnten sie weder ihre Höhe über dem Philippi-Gletscher noch dessen Beschaffenheit abschätzen, weswegen sie um 7:10 Uhr an ihm zerschellten. Wenige Tage später wurde die Aufschlagsstelle im Kaiser-Wilhelm-II.-Land 240 km westlich der Mirny-Station entdeckt.